# Nogometna reprezentacija Lužičkih Srba iz Njemačke
Nogometna reprezentacija Lužičkih Srba iz Njemačke predstavlja lužičkosrpsku nacionalnu manjinu iz Njemačke. Nadimak im je Serbska wubranka.
Inicijator osnivanja je društvo Serbski sokol i Cyrill-Methodius-Verein. Izabrani sastav redovno igra utakmice s Poljskom i Češkom te dobrotvorne susrete s FSV Budissa Bautzen.
Dres čine crvena majica, bijele hlačice te bijelo-crvene čarape.
Trenutačni izbornik: 

Osnovana: 1995.

## Sudjelovanja na natjecanjima
Sudjelovali su na Europeadi, europskom prvenstvu nacionalnih manjina koje se održalo u Švicarskoj od 31. svibnja do 7. lipnja 2008.

Na tom prvenstvu, reprezentacija njemačkih Lužičkih Srba je pobijedila u svojoj skupini. U četvrtzavršnici su ispali od njemačkih Danaca, izgubivši u Trinu s 1:3.
Na Europeadi 2012. bili su domaćini. Ispali su u četvrtzavršnici. Lužički Srbi igrali su u sastavu: Křesćan Bejmak, Jeremias Bětka, Bosćij Böhm, Bosćij Cyž, Tadej Cyž, Pětr Domaška, Florian Dórnik, Christoph Dubaw, Christoph Gloxyn, Bjarnat Korch, Denny Kral, Tobias Kubaš, Robert Lehnert, Willi Paška, Feliks Rehor, Daniel Ričl, Stanij Smoła, Robert Statnik, Frank Šewc, Antonius Škoda, Tobias Škoda, Dirk Šołta a Paul Zimmermann. Trener je bio Frank Ričl (Frank Ritschel).

## Vanjske poveznice i izvori
- (njem.) Europeada Službene stranice Europeade 2008.
- Flickr, Flickr[neaktivna poveznica] Lužički Srbi na Europeadi 2012.